# Demicryptochironomus banepae
Demicryptochironomus banepae är en tvåvingeart som beskrevs av Reiss 1988. Demicryptochironomus banepae ingår i släktet Demicryptochironomus och familjen fjädermyggor.
Artens utbredningsområde är Nepal. Inga underarter finns listade i Catalogue of Life.